# Calligra Plan
Calligra Plan, anteriorment KPlato, és un programari gratuït i de codi obert de gestió de projectes moderadament grans que forma part del KDE Gear i es troba a Calligra Suite. Serveix per a crear tasques, programar, assignar recursos i calcular costos. Disposa de suport per a documents i fitxers de Microsoft Project que es poden importar i exportar.